# Agencija Republike Slovenije za okolje
Agencija Republike Slovenije za okolje (kratica: ARSO) je organ v sestavi ministrstva, pristojnega za okolje (trenutno Ministrstva za okolje, podnebje in energijo).
Ustanovljena je bila v letu 2001 iz Hidrometeorološkega zavoda Slovenije, Uprave Republike Slovenije za geofiziko in Uprave Republike Slovenije za varstvo narave.
V sklop nalog na področju spremljanja, analize in napovedovanja naravnih pojavov in procesov v okolju ter zmanjševanje naravne ogroženosti ljudi in njihovega premoženja sodijo:
- nacionalne službe za meteorologijo,
- nacionalne službe za hidrologijo,
- nacionalne službe za seizmologijo.
- spremljanje onesnaženosti okolja in zagotavljanje kakovostnih javnih okoljskih podatkov,
- uresničevanje zahtev varstva okolja, ki izhajajo iz veljavnih predpisov, ohranjanje naravnih virov, biotske raznovrstnosti in zagotavljanje trajnostnega razvoja države.